# آتش‌نشان (فیلم ۲۰۱۵)
آتش‌نشان (انگلیسی: Fireman) فیلم هندی مالایالم-زبان تولید سال ۲۰۱۵ است که در ژانر فاجعه می‌باشد، کارگردانی فیلم بر عهده دیپو کاروناکاران قرار داشت. فیلمبرداری این فیلم طی یک روز به پایان رسید. بازیگران نقش اصلی فیلم مموتی، اونی موکوندان، صدیق و نایلا اوشا هستند. موسیفی فیلم را راهول راج ساخته‌است.